# Твердість води
Твердість води, цупкість води, жорсткість води — сукупність властивостей, зумовлених вмістом у воді катіонів кальцію та магнію.

## Загальний опис
Твердість води визначають за кількістю солей кальцію і магнію в ній. Якщо вода містить значні кількості вапнякових солей, то таку воду називають твердою чи цупкою, а коли цих солей зовсім немає або вони містяться в незначних кількостях — м'якою.
Відрізняють твердість води тимчасову, або карбонатну, і сталу. Тимчасова твердість зумовлюється наявністю кислих карбонатів (гідрокарбонатів) кальцію і магнію: Ca(HCO3)2 і Mg(HCO3)2, а стала — наявністю сульфатів і хлоридів кальцію та магнію: CaSO4, MgSO4, CaCl2 і MgCl2. Загальна твердість води є сумою тимчасової і сталої твердості.
Тверда вода непридатна майже для всіх галузей виробництва. Наприклад, жорстку воду не можна використовувати для прання білизни, миття шерсті і фарбування тканин, бо в ній мило втрачає свою мийну здатність. Це пояснюється тим, що розчинний у воді стеарат натрію С17Н35COONa, який становить головну складову мила, переходить у нерозчинний стеарат кальцію (або магнію), утворюючи так зване кальцієве (або магнієве) мило:
- 2С17Н35COONa + CaSO4 = (С17Н35СОО)2Са↓ + Na2SO4

При цьому мильна піна утворюється тільки після повного осадження іонів кальцію і магнію, на що непродуктивно витрачається багато мила. Крім того, утворюваний осад кальцієвого і магнієвого мила міцно осідає на волокнах тканин і забруднює їх, а при фарбуванні утворює плями.
Жорстка вода непридатна і для цілої низки інших виробництв: паперового, шкіряного, крохмального, спиртового тощо. Вона непридатна і для паросилового господарства, бо під час кип'ятіння води утворюється накип, який погано проводить тепло, внаслідок чого збільшується витрата палива. Накип спричиняє інтенсивне руйнування стінок котлів, що може призвести до аварії.
Для приготування їжі жорстку воду теж не вживають, бо в ній погано розварюються м'ясо і овочі. Для пиття вона теж непридатна.
Тимчасова твердість води — компонента загальної твердості води, що може бути усунена кип'ятінням. Пов'язана з наявністю розчинних солей Ca та Mg, зокрема Ca(HCO3)2, Mg(HCO3)2.

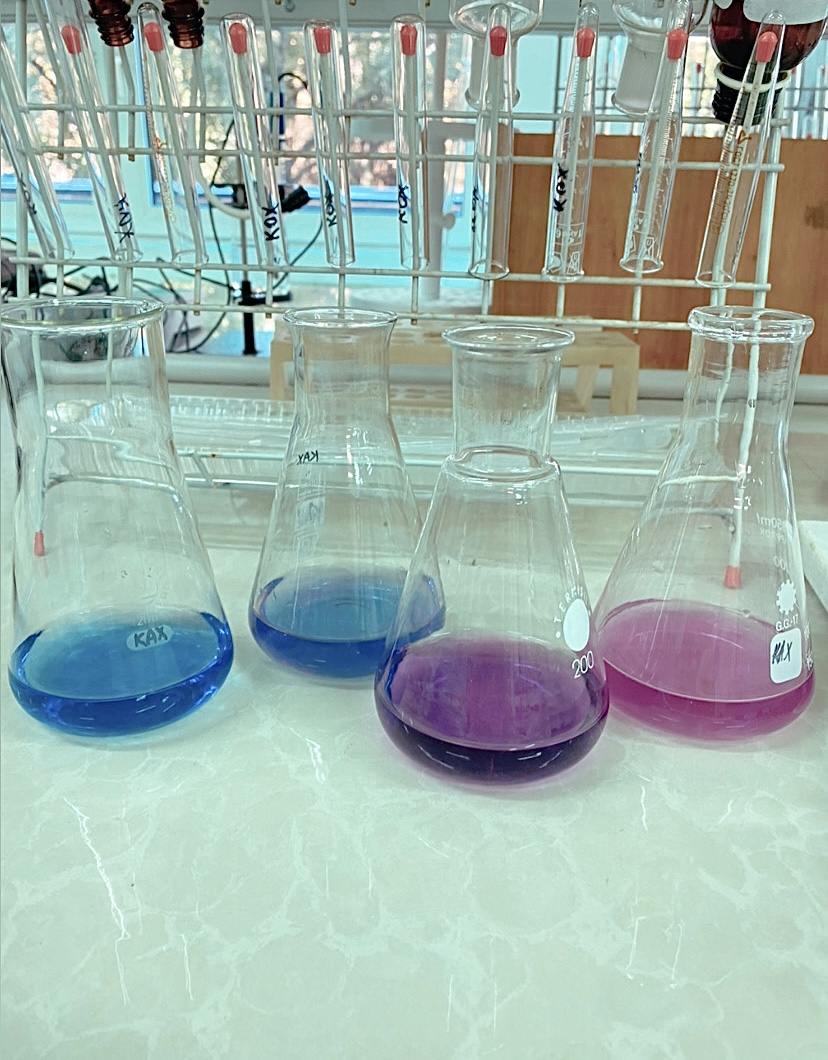
Визначення вмісту іонів кальцію та магнію у воді методом комплексонометричного титрування.

## Методи визначення твердості води
Жорсткість води найчастіше визначають титруванням розчином двонатрієвої солі етилендіамінтетраацетатної кислоти (комплексон ІІІ, трилон Б) у лужному середовищі в присутності індикатора хромоген чорний спеціальний або еріохром чорний. Користуючись іншим спеціальним індикатором — мурексидом, визначають кальцієву Т.в.; магнієву Т.в. розраховують за різницею між результатами цих двох визначень. Якщо вміст кальцію та магнію у воді визначено іншими способами, то загальну Т.в. можна вирахувати за формулою: Т=Са2++Mg2+, де Т — загальна Т.в., ммоль/дм3; Са2+ та Mg2+ — концентрація кальцію та магнію, ммоль/дм3.

## Класифікація води за жорсткістю
Воду з жорсткістю, меншою від 4 ммоль/дм3, вважають м'якою, від 4 до 8 ммоль/дм3 — середньої твердості, від 8 до 12 ммоль/дм3 — тверда, понад 12 ммоль/дм3 — дуже тверда.
За О. О. Алекіним:
- дуже м'яка — до 1,5 ммоль/дм³;
- м'яка — 1,5-3,0 ммоль/дм³;
- помірно жорстка — 3,0-6,0 ммоль/дм3;
- жорстка — 6,0-9,0 ммоль/дм3;
- дуже жорстка — понад 9,0 ммоль/дм3.

## Одиниці вимірювання
Для числового вираження жорсткості води вказують концентрацію в ній катіонів кальцію та магнію. Рекомендована одиниця SI для вимірювання концентрації — моль на кубічний метр (моль/м³), але на практиці для вимірювання жорсткості частіше використовують мілімоль на літр (ммоль/л), ммоль/дм³.
У різних країнах використовують різні позасистемні одиниці — градуси жорсткості.
| Градус        | Позначення                                                                                     | Визначення                                                                                 | Величина | Величина |
| Градус        | Позначення                                                                                     | Визначення                                                                                 | мг-екв/л | ммоль/л  |
| ------------- | ---------------------------------------------------------------------------------------------- | ------------------------------------------------------------------------------------------ | -------- | -------- |
| Німецький     | °dH (degrees of hardness), °dGH (German (Deutsche) Hardness), °dKH (для карбонатної твердості) | 1 частина оксиду кальцію (СаО) або 0,719 частин оксиду магнію (MgO) на 100 000 частин води | 0,3566   | 0,1783   |
| Англійський   | °e                                                                                             | 1 гран CaCO3 на 1 англійський галон води                                                   | 0,2848   | 0,1424   |
| Французький   | °TH                                                                                            | 1 частина CaCO3 на 100 000 частин води                                                     | 0,1998   | 0,0999   |
| Американський | ppm                                                                                            | 1 частина CaCO3 на 1 000 000 частин води                                                   | 0,0200   | 0,0100   |

## Способи усунення твердості води
Для усунення твердості води, тобто її пом'якшення, з води потрібно видалити йони Са2+ і Mg2+ у вигляді нерозчинних солей.
- Тимчасову жорсткість води усувають кип'ятінням:
  - Ca(HCO3)2 = СаСО3↓ + Н2О + СО2↑
  - Mg(HCO3)2 = MgCO3↓ + Н2О + СО2↑

Під час нагрівання іони Са2+ і Mg2+ виводяться з розчину у вигляді нерозчинних карбонатів. Саме легкість усунення тимчасової жорсткості води під час нагрівання зумовлює назву — «тимчасова».
Іншим способом позбутися тимчасової твердості є додавання кальцій гідроксиду (вапняної води). При цьому розчинні гідрогенкарбонати кальцію та магнію випадають в осад у вигляді нерозчинних карбонатів:
- Ca(HCO3)2 + Са(ОН)2 = СаСО3↓ + Н2О

- Постійну жорсткість води, зумовлену сульфатами та хлоридами кальцію і магнію, неможливо усунути кип'ятінням, оскільки ці солі не розкладаються. Назва «постійна жорсткість» походить саме від того, що її не можна усунути простим нагріванням води. Її позбуваються введенням у воду деяких реагентів — натрій карбонату (кальцинована сода), натрій ортофосфату. Водночас усувається і тимчасова, і постійна твердість води, тобто загальна жорсткість води. Наприклад:Гідроксид кальцію
  - Ca(HCO3)2 + Са(ОН)2 = 2СаСО3↓ + 2Н2О
  - MgSO4 + Na2СО3 = MgCO3↓ + Na2SO4
  - Ca(HCO3)2 + Na2СО3 = СаСО3↓ + 2NaHCO3
  - 3CaSO4 + 2Na3РО4 = Са3(РО4)2↓ + 3Na2SO4
- Сучасний спосіб пом'якшення води ґрунтується на використанні іонообмінних смол  — катіонітів. Катіоніти — це тверді речовини, нерозчинні у воді, до складу яких входять рухливі катіони Na+ у вигляді солей органічних кислот, зафіксованих на поверхні носія. Спрощено їх позначають так: Na2R. Катіони Na+ можуть обмінюватися на катіони навколишнього середовища, наприклад Са2+ і Mg2+. Під час пропускання жорсткої води крізь колонку з катіонітом іони Са2+ і Mg2+ затримуються в ньому, а катіони Na+ з катіоніту переходять у воду:
  - Na2R + Са2+ = CaR + 2Na+

Катіоніт періодично регенерують, промиваючи його концентрованим розчином натрій хлориду.

## Твердість природної води
- Твердість природної води коливається в широких межах; вона неоднакова в різних природних водах, в одному і тому ж водному об'єкті величина її змінюється за порами року. В поверхневих водах їхня твердість сягає найбільших величин наприкінці зими, найменших — у період повені. В поверхневих водах зазвичай переважає карбонатна жорсткість (70-80 % від загальної). Магнієва жорсткість води зрідка перевищує 30 % від загальної, однак у деяких районах (Донбас, Кривий Ріг) сягає 60 % від загальної. Твердість підземних вод, особливо в артезіанських колодязях, менше змінюється протягом року.
- Твердість річкових вод України, як і мінералізація води, зростає з північного заходу на південний схід. У річкових водах Полісся жорсткість становить 2-3 ммоль/дм³, у Дніпрі — 4-5 ммоль/дм³, а в малих і середніх річках Приазов'я — 15-30 ммоль/дм³, що обмежує можливості використання місцевих водних ресурсів[5].
- Твердість морської води: Чорне море — кальцієва 12,0 ммоль/дм3, магнієва 53,5 ммоль/дм3, загальна 65,5 ммоль/дм3; Каспійське море — кальцієва 36,4 ммоль/дм3, магнієва 30 ммоль/дм3, загальна 66,4 ммоль/дм3; океан — кальцієва 22,5 ммоль/дм3, магнієва 108 ммоль/дм3, загальна 130,5 ммоль/дм3.

## Твердість питної води
В Україні відповідно до Державних санітарних норм та правил «Гігієнічні вимоги до води питної, призначеної для споживання людиною» (ДСанПіН 2.2.4-171-10), затверджених Мінохорони здоров'я України 12.05. 2010 р., які загалом регулюють якість питної води, прийнято такі нормативи показників жорсткості питної води:
- вода водопровідна — до 6,5 ммоль/дм³ (в окремих випадках з дозволу санітарних служб — до 10 ммоль/дм³);
- вода колодязів і каптажів джерел — до 10 ммоль/дм³;
- вода фасована, з пунктів розливу та з питних бюветів — 7 ммоль/дм³.

## Вплив на здоров'я
Всесвітня організація охорони здоров'я стверджує, що «відсутні переконливі докази того, що твердість води негативно впливає на здоров'я людей». Однак Національна дослідна рада (англ. National Research Council, скорочено NRC) США виявила, що тверда вода насправді служить дієтичною добавкою кальцію та магнію.
Деякі дослідження показали слабкий зворотний зв'язок між жорсткістю води та серцево-судинними захворюваннями в чоловіків, до рівня 170 мг карбонату кальцію на літр води. Всесвітня організація охорони здоров'я перевірила обґрунтування та дійшла висновку, що даних було недостатньо, щоб можна було дати рекомендації щодо рівня твердості.
Існують рекомендації щодо максимального та мінімального рівня кальцію (40—80 проміле) та магнію (20—30 ppm) у питній воді, за яких загальна твердість як сума концентрацій кальцію та магнію становить 2—4 ммоль/л.
Інші дослідження засвідчили слабку кореляцію між здоров'ям серцево-судинної системи та жорсткістю води.
Деякі дослідження співвідносять використання у побуті жорсткої води зі зростанням ризику екземи у дітей.
У 2008 році було проведене багатоцентрове рандомізоване контрольоване дослідження іонообмінних пом'якшувачів для лікування атопічного дерматиту в дітей (англ. Softened-Water Eczema Trial, скорочено SWET). Однак суттєвої різниці в полегшенні симптомів у дітей, які мають доступ до домашнього пом'якшувача води, та тими, хто не має, виявлено не було.